# Odigitria

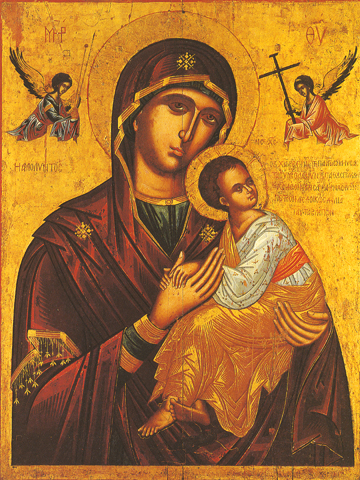
Odigitria

Odigitria nebo Hodégétria, je ikonografické zobrazení a titul Marie, matky Ježíšovy, která drží svého Syna po boku a ukazuje na něj jako na zdroj spásy pro lidstvo. Hlava Bohorodičky (Theotokos) je obvykle nakloněna k dítěti, které má pozdviženou ruku v žehnajícím gestu. Pojmenování ikony znamená Vůdkyně na cestách a pochází z byzantského chrámu v Istanbulu, před ikonou Matky Boží si vyprošovali vůdcové kolem projíždějících karavan požehnání na cestu. Titul se používá zejména ve východním křesťanství. V katolickém prostředí je známa jako Panna Maria Ustavičné pomoci.

## Charakteristika
Nejuctívanější ikona typu Hodegetria, považovaná za originál, byla vystavena v klášteře Panaghia Hodegetria v Konstantinopoli, který byl postaven speciálně pro její uložení. Na rozdíl od většiny pozdějších kopií zobrazoval Bohorodičku stojící v plné délce. Říká se, že jej ze Svaté země přivezla Eudocia, manželka císaře Theodosia II. (408–450), a namaloval jej sám svatý Lukáš, apoštol. Ikona byla oboustranná s ukřižováním na druhé straně a byla patrně nejprominentnějším kultovním předmětem v Byzanci.
Původní ikona je nyní pravděpodobně ztracena, i když se objevují názory, že byla převezena do Ruska nebo Itálie. Existuje velké množství kopií obrazu, včetně mnoha uctívaných ruských ikon, které samy získaly svůj vlastní status a tradici ikonografického kopírování.